# 玉城夏帆
玉城 夏帆（たましろ かほ、1992年10月6日 - ）は、日本のAV女優。LINX所属。

## 略歴
2020年と2021年に素人「みお」としてネット配信作品に出演。
2022年3月、SODクリエイトのレーベル「本物人妻（旦那に内緒でAV体験）」専属女優としてAVデビュー。6作品に出演後、専属を離れ企画単体女優となる。
2023年5月から7月までマドンナ専属となり、以降は再び企画単体女優として活動。

## 人物
沖縄県出身。
趣味・特技は、美容・スポーツ。
既婚者で3人の子供がいる。夫とはオンラインゲーム『荒野行動』がきっかけで出会った。
AV出演を夫は理解していて一緒に作品を見ることもある。
3歳頃からオナニーをしていて、親戚の男の子や幼稚園の同級生のお尻に綿棒入れるというようなこともしていた。
小学6年で初体験をし、中学では地元で有名なヤリマンとなり、中学卒業までに経験人数は3桁を超えたと話している。

## 作品

### アダルトDVD / BD
◎:Blu-ray Disc同時発売
- 沢山出る母乳で3児を育てるママさんバレーガチ勢の島人 玉城夏帆 29歳 地元沖縄でAV DEBUT（3月24日、SODクリエイト）
- 沢山出る母乳で3児を育てるママさんバレーガチ勢の島人 玉城夏帆 29歳 地元沖縄で第2章 旦那より大きいデカチンで乳汁まん汁ダクダク3日連続不倫（4月21日、SODクリエイト）
- 沢山出る母乳で3児を育てるママさんバレーガチ勢の島人 玉城夏帆 29歳 第3章 赤ちゃんプレイで癒されたい都会の男たちを授乳で癒す沖縄のお母さん（5月26日、SODクリエイト）
- 沢山出る母乳で3児を育てるママさんバレーガチ勢の島人 玉城夏帆 29歳 第4章 「SMっぽいの体験してみたいです…」 東京のサドおチ●ポで号泣イキしちゃう沖縄のマゾお母さん（6月23日、SODクリエイト）
- 沢山出る母乳で3児を育てるママさんバレーガチ勢の島人 玉城夏帆 29歳 第5章 「恋、しちゃいました。」 大好きなドSおじさんと温泉デート 約2年ぶりの中出し 感泣する沖縄のお母さん（7月21日、SODクリエイト）
- 沢山出る母乳で3児を育てるママさんバレーガチ勢の島人 玉城夏帆 29歳 最終章 肛門処女の沖縄のお母さんが初アナルセックスで腸内ぽっかり丸見え（8月25日、SODクリエイト）
- 大好きな巨乳叔母と濃厚ぷるシコ筆下ろしセックス（10月4日、VENUS）◎
- 突然押しかけてきた嫁の姉さんに抜かれっぱなしの1泊2日（11月1日、VENUS）◎
- 友達の母親 －最終章－（11月17日、センタービレッジ）
- 妻の親友 〜気持ち良い恵体を揉んで埋もれてハメまくった欲情ドストライク性交〜（12月15日、センタービレッジ）

- 美乳と膣内を粘着マッサージでまさぐられ失禁するほどイカされる人妻性感中出しサロン 夫のために綺麗になりたかっただけなのに―。（1月10日、VENUS）◎
- 声が出せない絶頂授業で10倍濡れる人妻教師（1月26日、センタービレッジ）
- 義父に中出しされて本当のセックスを知り快感極まる息子の嫁（2月28日、VENUS）◎
- 初めて彼女が出来たのに… 彼女のお母さんに童貞を奪われた（3月2日、センタービレッジ）
- パートタイムNTR シフトを過ぎた残業、欲求不満な人妻を飼い慣らす調教研修―。（5月23日、マドンナ）
- 四六時中、娘婿のデカチ○ポが欲しくて堪らない義母の誘い（6月27日、マドンナ）
- 寝取らせ串刺し輪姦 愛する妻を深奥まで犯し尽くして下さい―。（7月25日、マドンナ）
- 母子姦 男を虜にする魔性ボディの巨乳妻（9月5日、グローリークエスト）◎
- 最愛の夫に裏切られて…。 夫の借金の返済の為に肉体を迫られた美人妻（9月5日、プラネットプラス）◎
- 僕を裏切って元カレと浮気した妻を絶対に許さない、お仕置きに君の好きな他人棒でマ○コが壊れるまで中出ししてあげる 上野在住 一児の母 かほさん 32歳（9月7日、コスモス映像）
- 色白デカ尻の家事代行おばさんに即ハメ! デカチンの虜になった人妻が翌日勝手に押しかけてきたので満足するまで何度も中出ししてあげた 25（9月19日、DEEP'S）◎
- 産後処女キメセクNTR 旦那の不在中、大嫌いな義父に媚薬を盛られた人妻の一度イったら止まらない体液だだ漏れ痙攣中出しアクメ（9月19日、本中）
- 山登り輪姦 NTR同窓会 大嫌いなヤリチン元彼に恥辱愛撫され潮吹きアヘ堕ちしてしまった人妻（9月19日、山と空/妄想族）
- ケガで保護した童貞青年を筆下ろししたら相性が良すぎて何度もイカされ溺れたデカ尻妻（9月19日、アクアモール/エマニエル）
- 借金夫婦 妻を他人に抱かせました。 7 〜肉体労働者たちとの屈辱同居生活〜（9月26日、ながえスタイル）◎
- 会社の同期とノリでラブホに泊まったら…仕事中はサバサバ系、二人っきりになるとツンデレいちゃいちゃで激しく盛り上がった話（9月26日、HALENTINO/妄想族）
- 女医in...(脅迫スイートルーム)（9月29日、ドリームチケット）◎
- あなた、許して…。 －不倫妻の背徳感－（10月3日、アタッカーズ）
- ママシ●タ実話 〜日常的にお母さんが性欲処理!溢れる色気、美貌と肢体に息子は暴走し腰が止まらず実母をオナホ代わりに中出しを繰り返す毎日編〜（10月3日、グローリークエスト）◎
- フェロモン兄嫁を逆バニー家政婦として肉便器化 暴走チ○ポで即ズボ激ピストン14発中出し（10月3日、MOODYZ）◎
- ドラレコNTR 30 車載カメラは見ていたねとられの一部始終を（10月10日、JET映像）
- パワハラ気質で生理的にぜったい無理な夫の上司に同行した地方出張で悶絶の絶倫巨根で突かれまくった僕の妻が健闘むなしく翌朝までには快楽堕ちしてしまった……的な話です（10月10日、JET映像）
- 中出しするだけの簡単なお仕事 3人の子供を育児する天然Gカップ人妻 かほ30歳（10月10日、パコパコ団とゆかいな仲間たち/妄想族）◎
- スイーツにザーメンをかけて食べてみる女の子たち（10月10日、タマネギ/妄想族）
- 素人妻ナンパ 全員生中出し 5時間 セレブDX 89（10月15日、ロータス）
- スペンス乳腺開発クリニック（10月17日、OPPAI）
- 人妻自宅エステサロン 絶倫確定の親友夫を誘惑してデカマラ精巣を貪るキラー騎乗位NTR（10月24日、h.m.p DORAMA）
- 巨乳デカ尻むちむち人妻インストラクター 露出度高めな変態ウェアの大胆誘惑 夢にみた神展開で禁断中出し不倫SEX（10月24日、クリスタル映像）
- 南国から来た自由奔放巨乳奥さん 知的美人が酒とチ●ポでトロトロに… 相性抜群巨根にガチハマりし 濃厚イチャラブ交尾をしてしまう（10月24日、ブロッコリー/妄想族）
- 「おばさんだけどいいの?」 優しく早漏改善セックスを教えてくれた巨乳家庭教師 VOL.3 [完全盗撮アングルVer.]（10月26日、DANDY）
- スタミナ痴女お母さんと温泉旅行 バイト先の欲求不満人妻に底なし性欲の騎乗位で抜かれまくり12発射精（10月31日、ワンズファクトリー）
- 夕飯は冷蔵庫にカレー入ってるから適当にチンして食べてね… それじゃあお母さんセックスしてくるね。（10月31日、エムズビデオグループ）
- 週3でママさんバレーに通う欲求不満を隠せない絶倫叔母の無自覚デカ尻トラップに誘惑され我慢できず何度も中出しした。（11月7日、LUNATICS）
- 生徒と一線を越えたあの日から、私はSMラブホテルで放課後毎日犯されています…。（11月21日、溜池ゴロー）
- 危険日の密会 義弟の精子で妊娠した私…。（11月21日、KSB企画）
- 親戚のおばさんに筆おろしされた僕。 リターンズ 17（12月7日、LEO）
- 一人暮らしの美女が鬼畜犯罪集団に狙われる自宅押込み中出しレ〇プ（12月12日、ボニータ/妄想族）
- お風呂上りの大胆な姿でボディークリームを塗る美乳・巨乳のお姉さん達（12月19日、タマネギ/妄想族）

- 流出シロウトNTR 【プライベート映像】【寝とってもらいました】 #10（1月19日、DOC）
- 3児のママが真正中出し生姦 子宮に本物ザーメン13発 かほ (人妻)（1月25日、なまなま）
- 禁断♡エロのお世話してみました volume 04（1月26日、DOC）
- 射精依存改善治療センター 3児のママ・玉城さんの愛情たっぷり母性看護で治療改善! 異常性欲に苦しむ絶倫ち○ぽを医療従事者・玉城さんが依存治療サポートいたします。（2月8日、SODクリエイト）
- リンパマッサージでガマンできずに綺麗なおねえさんのカラダを強引に弄りまくってたら感じてるようだったのでダメ元でお願いしたらヤラせてくれたッ!! 6（2月8日（セル）、LEO）
- 王様ゲームで乱交しまくり! 若妻だらけの町内会は誘惑だらけ! 王様ゲームをやりたがるドスケベ若妻がハメを外し過ぎてまさかのハーレム大乱交! 5（2月13日、Hunter）
- ホイホイ ラ・マン 9（2月20日、素人ホイホイ/妄想族
- チ○ポが勃たなくなるまで何度もヤラれまくり! ご近所おばさん数珠繋ぎFUCK! 妻が居ない1泊2日、近隣妻たちが入れ替り立ち替わりやってきて…（3月12日、Hunter）
- 神ママ夫公認オナホ妻 玉城夏帆さん（3月26日、豊彦）
- ホイホイfriends 08（3月26日、素人ホイホイ/妄想族）
- ホイホイhome おウチでヤろう 17（3月26日、素人ホイホイ/妄想族）
- 結婚3年目の人妻OLは不倫がやめられない かほ(30)（3月27日、FIRST STAR）
- 完全プライベート映像 生でさせちゃう三児の母・玉城夏帆ちゃんと初めての二人きりお泊まり（4月2日、パコパコ団とゆかいな仲間たち/妄想族）
- ホイホイラバー 18 〜コノコノハメドリ〜（4月2日、素人ホイホイ）
- わたしの豚ヅラ、見てください。 玉城夏帆（4月5日、ドリームチケット）
- 夫のNTR性癖に付き合わされて痴女覚醒する妻（4月9日、BALTAN）
- 入院中にお世話になった人妻ナースとセフレになって 最高のアナルべろ舐め不倫（4月9日、椿鳳院）
- 息子が通う塾の大学生バイト講師と恋愛不倫している巨乳ママチャリお母さん（4月12日、ホットエンターテイメント）
- 【個撮】 余韻フェラチオ 口内射精してもヤメずに舐め続ける女子（4月16日、HALENTINO/妄想族）
- 自宅で開業した女性専用エステにドS男が入り浸り〇されています 玉城夏帆（4月25日、BonキュンBon）
- 隣人の美人妻のムチムチなデカ尻に我慢できず…うっかり勃起チ○ポを擦りつけたらウットリ顔で尻肉押し付けてきたので溜まりにたまった性欲が爆発して何度も尻ブッカケSEXをしまくった 玉城夏帆（5月24日、h.m.p）
- 娘の前で雌犬のように激しく突かれて 玉城夏帆 泉りおん（6月4日、アタッカーズ）
- きょう何食べる? 01.自慰自炊編（6月29日、HMJM）
- 登山女子御用達 山登り好きのソロハイカーばかり狙うマッサージ治療院（7月5日、ゲッツ!!）
- 明日にはパパになるっていうのに、こんなことしていいんですか? 玉城夏帆（9月6日、ドリームチケット）
- ケツデカ人妻秘書 社長特権でパワハラセクハラしまくりの中出し株式会社 玉城夏帆（9月17日、ミセスの素顔/エマニエル）
- ランニング中に見つけた欲求不満を隠せないデカ尻人妻ジョガーの揺れるケツ肉を追いかけたら旦那の寝ている自宅に誘い込まれ若ち○ぽ喰い汗だく騎乗位で早朝中出し不倫した。 玉城夏帆（10月1日、LUNATICS）
- 「何回出しても大丈夫…好きなだけしてあげるから」 素人熟女妻たちによる童貞筆下ろし 23 ALL2連続生中出し 3組完全収録（10月8日、クリスタル映像）
- 2泊3日の夫婦交換キャンプ 6（10月8日、ながえスタイル）
- アニオタ彼女のボインなコスプレイカセ密着性交 玉城夏帆（10月22日、マッシュルーム/妄想族）
- どこでもおしっこ! 素人娘の大放尿25人 スロー再生でじっくり鑑賞できるマニア向け映像 10（10月22日、かぐや姫Pt/妄想族）
- おま●この形状まるわかり! 薄いパンツの上からマン汁ぬるぬる透けオナニー 13（11月19日、かぐや姫Pt/妄想族）
- 父親がいない日に再婚した欲求不満な義母からむちゃくちゃ搾精された。 玉城夏帆（11月22日、TMA）
- ラブグッズ訪問販売レズビアン 実演販売と称した玩具責めで何度もイカされレズ落ちした昼下がりの人妻 玉城夏帆 美澄玲衣（12月10日、ビビアン）
- 「えっ!おばさんの私が?!」我が子の前で触られ必死に抵抗するも愛液を垂れ流し絶頂が止まらない巨尻母 VOL.3（12月12日、DANDY）
- 素人ナンパでセンズリ鑑賞 21 見るだけでいいんです! だからちょっと僕のチ●ポ見てもらえませんか?（12月17日、かぐや姫Pt/妄想族）

- セクハラママさんバレー! 11 ハイレグブルマ姿の人妻10人が挑む過酷なエロトレーニング（1月14日、かぐや姫Pt/妄想族）
- 神盗撮動画 出張マッサージの人妻 全て覗き見REC（1月14日、椿鳳院）
- ヤリたいオーラ全開でぐいぐい攻めてくる人妻美容師 シャンプー同様に丁寧で気持ち良いねっとりフェラ こねくりマッサージおま●こズボズボオナニー 毎週火曜日のアバンチュールSEX（1月21日、VENUS）
- 私の夫を寝取ってください 玉城夏帆 宇流木さらら（1月23日、YONAKA）
- 寝取られの館 10 ～ダッチワイフにされた妻～（1月28日、ながえスタイル）
- オナサポ!! 女子○生 着衣で全裸で挑発的ダンス 12（2月18日、かぐや姫Pt/妄想族）
- マジックミラー号 優しい子持ちのママにこっそりデカチンを見せつけて 素股で擦りつけて育児でレス気味の欲求不満オ○ンコに旦那の目の前でヌルっと生挿入 産後の柔らかい膣穴が気持ち良すぎて中出し不倫SEX 「母乳が出ちゃうママさんまで…!?」（2月20日、SODクリエイト）
- 中出しの快楽に堕ちた妻 玉城夏帆（3月11日、タカラ映像）
- 街中ゲリラナンパMM便15周年! 顔出し解禁! Tバック若妻のデカ尻素股編 8人全員SEXスペシャル! マジックミラー便 無防備なピタパン尻に勃起したデカチンを赤面まんコキ! 恥ずかしさと気持ち良さで濡れだしたご無沙汰オマ○コにヌルっと挿入!（3月18日、DEEP'S）
- たびじ 母と子のふたり旅 玉城夏帆（4月8日、タカラ映像）
- スケベ言葉でイキ狂う美人妻の魅惑なクロ乳首と圧ビラマンチョ! 卑猥語女 玉城夏帆（4月15日、MARRION）
- 嫌がりながらもチンカスくさくさ汚ち●ぽフェラチオ!（4月22日、SEX Agent/妄想族）
- 寝取られた妻 出世の為に踏み台にしてきた部下が俺の前で妻を犯し、妻は恍惚とした表情でチ〇ポを舐めしゃぶっていた。 玉城夏帆（5月6日、アタッカーズ）
- デカ尻どスケベ淫乱熟女!! 玉城夏帆（5月6日、MARRION）
- ヌキなし健全店の裏側で生ハメ中出しを求める発情セラピスト 南麻布某高級メンズエステ盗撮 (STOL-117)（5月6日、変態紳士倶楽部）
- 美人妻が堕ちるとき 本能の赴くまま痙攣絶頂禁断セックス! 中出しに溺れる人妻10篇の物語 5時間10名（5月9日、ホットエンターテイメント）
- ミラーディルドオナニー（5月27日、SEX Agent/妄想族）
- ザ・尻地獄 玉城夏帆（6月12日、Mr.michiru）
- 体型維持に悩む美尻奥様が絶対挿入禁止のケツ筋ぶるぶるスクワットトレーニング! 我慢できずにズブズブ騎乗位中出し! ピストン快楽から抜け出せない! 玉城夏帆（6月17日、VENUS）

### アダルトVR
- 全肯定ママVR。お受験に失敗して自信喪失の僕をたっぷりの母性で癒し、母乳を飲ませながらお風呂でしこたまヌイてくれる。 本物人妻 玉城夏帆 初VR（9月7日、SODクリエイト）
- 人妻ソープに指名なしで行ったら相手はお隣に住む3児を育てるママさん。 夫には内緒にするって約束で中出ししまくった。 本物人妻 玉城夏帆（9月21日、SODクリエイト）
- 淫らな巨乳…ふしだらなお尻…不埒な陰毛… 子育て必死な人妻のムチムチボディは絶えず若い男を求めてる…（10月28日、CRYSTAL VR）

- 僕だけの巨乳ママ ver.VR（2月21日、ワープエンタテインメント）
- 友達のお母さんに童貞を奪われてから柔らかくてあったかい熟マンを忘れられなくなってしまった（4月12日、AQUA）

- 女の体でオナニー体験VR（3月14日、AQUA）
- 妻とはじめてのポリネシアンセックス ～南太平洋のセックス～ 玉城夏帆（4月4日、AQUA）
- 寝アングル特化！熟女が次から次へとあなたのち●ぽを勃たせて跨ってくる4時間（4月25日、AQUA）
- 放課後の保健室。先生に大きなおち●ちんを見せつけてどうにかしたい! 玉城夏帆（5月2日、AQUA）

### アダルト動画配信
- 奥様は、アイドル顔の沖縄っ娘!-Scene1.First Impression- 25才のGALは二児のママ（3月1日、しろハメ）
- 奥様は、アイドル顔の沖縄っ娘!-Scene2.恥ずかしいミニスカ・セーラー服で、羞恥中出し3Pをしながらクッキング（4月1日、しろハメ）
- 奥様は、アイドル顔の沖縄っ娘!-Scene3.これでついに完結!一足お先に水着で南国ホーミー!!（4月25日、しろハメ）

- この子誰の子??吹き出す母乳…10ヶ月ぶりに再びAVにやって来た沖縄っ娘は出産を終え…母乳で一杯、一杯になったはち切れん乳!!乳搾りしながら生SEXで、母乳娘がイクっ!（5月25日、しろハメ）

- 月城（8月7日、素人盗撮倶楽部）
- 【イヤそうな素振りをして結局感じまくる、最上級色狂妻!愉しいのかい?愉しくないのかい?どっちなんだいっ!?…そして中出しまでさせちゃうユルユルお股!】妻を友人に寝取らせてみたら…【かほ(29)/結婚三年目】（8月29日、ドキュメントdeハメハメ）
- 【侮るなイルマ、最強ヤリマンママ】出演理由が「●供の養育費に…」なんて言ってますけど、毎日旦那とHしててまだAVに出たいだなんてどんだけおち●ぽ好きなんですかド変態ママさんww 毎日のSEXじゃ物足りない!濃厚性交でガチイキの夜! at埼玉県入間市 入間市駅前（8月31日、KANBi）
- 自宅で開業した女性専用エステにドS男が入り浸り犯されています（9月1日、BonキュンBon）
- 【貴重な母乳を性的消費♪育児よりSEXを優先する倫理観ゼロの超肉食系ママ】性狂いのシンママがハメ撮りに応募ww念願の若チンに感動し生ハメ懇願→よだれ垂らしてトランス鬼イキ!洪水潮で悦びを表現!!ガン開きした子宮に第2子確定の中出し&たっぷり顔射♪♪♪【あまちゅあハメREC#なつ#シングルマザー】（9月5日、MOON FORCE）※「なつ」名義
- 夏（9月7日、素人ホイホイZ）
- TAMAKI（9月9日、素人ホイホイSH）
- K.T（9月12日、素人ホイホイLOVER）
- 夏帆（9月14日、カレンダーガール）
- natuho（9月15日、素人ホイホイFriends）
- 夏帆 2（9月21日、カレンダーガール）
- 【子持ち人妻から溢れる母乳】家事代行サービス依頼からエッチな展開!おっぱい揉んで溢れるおいしい母乳を頂きます♪手マン潮吹きでエロ汁まみれ!アナル舐め手コキに丁寧フェラで徹底ご奉仕!中出しOKハメ潮吹きまくりサービスを味わえッ!!!【エロのお世話してみましたNO.15】【かほ】（9月24日、DOC）
- かほ（9月29日、E★人妻DX）
- 3児の母Gカップ人妻・玉城夏帆ちゃんとほろ酔い生ハメ中出し1泊 @ノースキンズ!【中出しドキュメント】（10月6日、ノースキンズ）
- 経験人数4桁超え!?再婚夫では満足できない2児の子持ち人妻とマッチング♪子育てで抑えていたヤリマン性欲が一気に爆発…家族には見せられない雌ママのパコパコシンデレラタイム♪家で待つ家族を思いながら背徳感を快楽に変えてイキまくる墜ちっぱなし不倫生ハメ2連戦!!【かほ/29歳/再婚2年目】（10月9日、MOON FORCE）
- 「あなたのち●ぽは私の物!」 いじられまくって超悶絶! 超・最高のち●ぽ責め! vol.05（10月19日、DOC）
- 二人きりの真性中出し温泉旅行（11月17日、ノースキンズ）
- 寝ている美女に無断で… 【流出】 侵入追跡撮影記録（12月8日、DOC）
- きょう何食べる? サーターアンダギー（12月12日、HMJM）

- かほ（1月22日、MOON FORCE）
- 「このまま後ろから挿れて…あっ気持ちいい…あぁ〜硬い気持ちいい!それ好き!」家庭を顧みず欲望のままに身体を捧げる人妻（3月31日、ホットエンターテイメント）

### イメージDVD / BD
◎:Blu-ray Disc同時発売
- marvelous（2023年11月17日、メディアブランド）◎
- KANASAN（2024年4月28日、oldman par）◎

### 写真集
- 玉城夏帆写真集「Kansan」（2024年4月26日、ジーウォーク、撮影:天野功）ISBN 978-4-86717-692-4

## 出演・掲載

### ウェブテレビ
- ロンドンハーツ ABEMA特別編（2022年5月31日、ABEMA） - アンケート協力[5]

### YouTube
- やりたい奴は大体友達。美しすぎる人妻、玉城夏帆が学生時代の3桁超えのやりすぎ伝説を語る。沖縄に激震!（2022年12月27日、はだかいっかん!）
- 作品を見た夫の感想。人妻女優、家ではどうしてる？営みは毎日。MINAMOの理想は?夫婦円満の秘訣（2022年12月30日、はだかいっかん!）

### 雑誌
- 人妻日和 〜秋の夜長は夜這いかな〜（三和出版） - 付録DVD「【妄想劇場】憧れの美義母に禁断の夜這い!」